# Birinyivár
Birinyivár mára elpusztult vár a Heves–Borsodi-dombságban, Hangonytől 5 km-re északnyugatra, a magyar–szlovák határon található.

## Elhelyezkedése
A vár egy hegygerincen 364 méteres tengerszint feletti magasságban fekszik. A gerincen 1,5 km-re keletre egy őskori eredetű sáncvár (Pogány-vár) is található.

## Története
A várról egyetlen hiteles okleveles forrás maradt fenn 1297-ből, mely egy per kapcsán említi. Ez arról számol be, hogy 1285-ben, a második tatárjárás idején a szomszéd birtokos (Balogi) Ivánka fia, Miklós ispán megrohanta és kifosztotta a várat, 40 márka értéket tulajdonítva el belőle. Birinyivár ekkor Hangonyi Péter fia, Máté tulajdona volt. A támadás során Pétert megölték, Mátét pedig fogságba vitték. 1297-ben Máté 150 nemest sorakoztatott fel, hogy mellette tanúskodjanak.

## Feltárása
Birinyivárban régészeti feltárás még nem volt. 
A várat Soós Elemér Berény váraként említi. Vende Aladár Gömör vármegye monográfiájában (1903) arról ír, hogy a várnak már nincs nyoma. Ila Bálint építését a 10. századra tette. A helyszínen először Dobossy László készített részletes leírást és alaprajzot, és ő gyűjtötte össze a várra vonatkozó adatokat is. Fügedi Erik, Sándorfi György és Györffy György az építését a 13. század második felére tették.

## Leírása
A hegygerinc tetején elhelyezkedő plató 70×25 méter kiterjedésű. Keleti oldala a legmeredekebb; itt nincs nyoma erődítésnek. A kicsit lankásabb nyugati oldalon a központnál 5-6 méterrel mélyebben fekvő teraszon egy mára betemetődött árok védte, mely észak és dél felé is elkanyarodott. Északról és délről természetes eredetű gerinc vezet a várhoz, melyen kisebb sáncok voltak. A vár területén helyenként mészhabarcs és téglatörmelék nyomait lehetett látni, mely kőépületek jelenlétére utal, nagy részét azonban fű borítja.